# Худ, Александр Нельсон, 1-й виконт Бридпорт
Генерал Александр Нельсон Худ, 1-й виконт Бридпорт, 4-й герцог Бронте (англ. Alexander Nelson Hood, 1st Viscount Bridport, 4th Duke of Bronte; 23 декабря 1814 — 4 июня 1904) — британский офицер и придворный.

## Происхождение

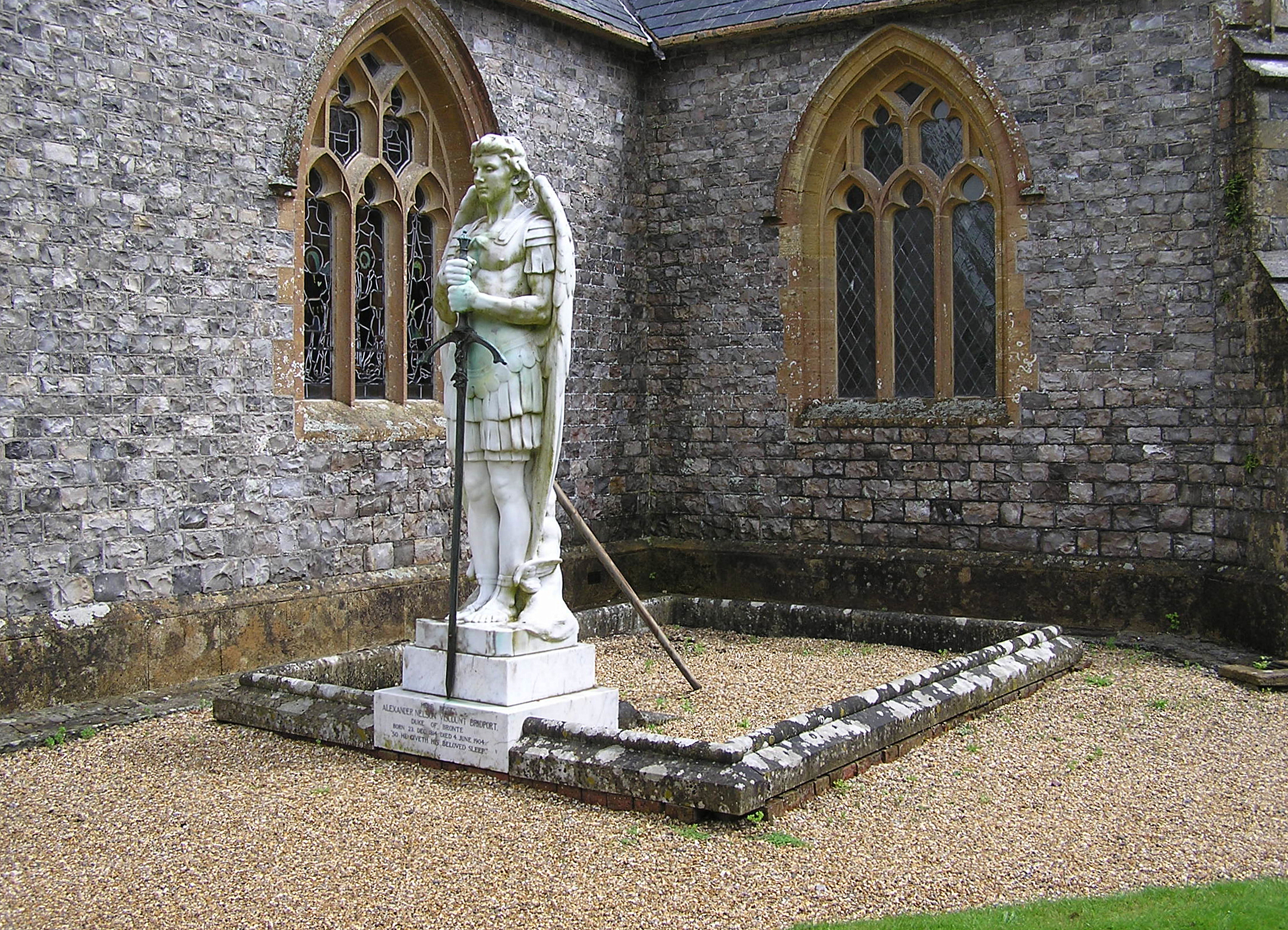
Памятник и могила Александра Худа, 1-го виконта Бридпорта, на кладбище Крикет-Сент-Томас. Фигура представляет Святого Михаила

Родился 23 декабря 1814 года в Марилебоне (Лондон). Старший сын Сэмюэля Худа, 2-го барона Бридпорта (1788—1868). Внук адмирала Сэмюэля Худа, 1-го виконта Худа (1724—1816), старшего брата адмирала Александра Худа, 1-го виконта Бридпорта, 1-го барона Бридпорта (1726—1814). Его отец Сэмюэл был наследником поместий своего бездетного двоюродного деда Александра Худа, 1-го виконта Бридпорта.
Его матерью была Шарлотта Мэри Худ, 3-я герцогиня Бронте (1787—1873), единственная дочь преподобного Уильяма Нельсона, 1-го графа Нельсона, 2-го герцога Бронте (1757—1835), старшего брата и наследника великого адмирала Горацио Нельсона, 1-го виконта Нельсона, 1-го герцога Бронте (1758—1805). Хотя его мать Шарлотта унаследовала сицилийское герцогство своего отца, его британские титулы перешли по особому остатку вместе с его британскими поместьями к его племяннику Томасу Болтону (1786—1835), который, приняв фамилию «Нельсон» в соответствии с условиями завещания, стал Томасом Нельсоном, 2-м графом Нельсоном.

## Виконтство Бридпорт
6 января 1868 года он стал преемником своего отца в качестве 3-го барона Бридпорта, а шесть месяцев спустя в том же году титул виконта, принадлежавший его прапрадеду, был восстановлен, когда для него был создан титул виконта Бридпорта из Крикет-Сент-Томаса в графстве Сомерсет и Бронте в Королевстве Италия". 29 января 1873 года он также стал преемником своей матери в качестве 4-го герцога Бронте.

## Карьера

### Военная карьера
В 1831 году Александр Худ был призван в Королевский шотландский фузилёрский полк, в 1836 году получил звание капитана, в 1847 году — подполковника, в 1854 году — полковника, в 1862 году — генерал-майора, в 1871 году — генерал-лейтенанта и в 1877 году — генерала.

### Придворная карьера
Он был придворным королевы Виктории, а затем ее сына короля Эдуарда VII. Он служил конюшим с 1841 по 1858 год, маршалом-секретарем принца Альберта с 1853 по 1861 год, конюшим королевы Виктории с 1858 по 1884 год, был постоянным лордом-конюшим королевы Виктории с 1884 по 1901 год и почетным конюшим короля Эдуарда VII с 1901 по 1904 год. Он служил заместителем лейтенанта Дорсета, Девона и Сомерсета. Он был назначен рыцарем-командором ордена Бани в 1885 году и кавалером Большого креста ордена Бани в 1891 году.
В публикации 1883 года «Крупные землевладельцы Великобритании и Ирландии» его поместье указано как 5512 акров (3103 в Сомерсете, 2356 в Дорсете и 53 в Девоне) с годовой оценкой 8098 фунтов стерлингов. Его поместье Бронте на Сицилии занимало около 25 000 гектаров (61 774 акра) со значительными феодальными полномочиями.
В 1898 году, за шесть лет до своей смерти, он продал свою заложенную в большой степени собственность и поместье в Крикет-Сент-Томас в графстве Сомерсет производителю шоколада Фрэнсису Фраю (? — 1918) . Поместье было куплено в 1775 году 1-м виконтом Бридпортом, который в 1786 году перестроил дом по проекту архитектора сэра Джона Соуна (1753—1837).

## Визиты в сицилийское поместье
В 1864 году, еще при жизни его матери, 3-й герцогини Бронте, он совершил короткий визит в сопровождении своей жены и сыновей Артура и Уильяма в её сицилийское поместье, включающее герцогство Бронте, созданное для адмирала лорда Нельсона в 1799 году королем Фердинандом III Сицилийским. Хотя адмирал был в восторге от своего нового герцогства и приказал восстановить и украсить монастырские здания, которые составляли его резиденцию, за свои большие деньги, ни он, ни его брат и наследник 2-й герцог никогда не ступали на территорию поместья. Первой, кто это сделал, была 3-я герцогиня, которая нанесла короткий визит в 1830-х или 1840-х годах, но была неблагоприятно впечатлена примитивной природой сельской местности и полным отсутствием дорог в поместье, из-за чего приходилось путешествовать на мульных носилках. Поместьем управлял местный агент и по переписке. Второй визит он совершил осенью 1868 года, снова при жизни своей матери, в сопровождении дочери Аделаиды и 14-летнего сына Александра, которому замок сразу понравился и которого он позже назначил 5-м герцогом.

## Брак и дети
2 августа 1838 году в церкви Св. Георгия, Сент-Джордж-стрит, Ганновер-сквер, Лондон, Александр Худ женился на леди Мэри Пенелопе Хилл (3 сентября 1817 — 15 июля 1884), младшей дочери Артура Хилла, 3-го маркиза Дауншира, и леди Мэри Виндзор. У супругов было шесть сыновей и четыре дочери:
- Артур Веллингтон Александр Нельсон Худ, 2-й виконт Бридпорт (1839—1924), старший сын и наследник, проживавший в Гернси (Нормандские острова). Он унаследовал, по закону, британские титулы своего отца, но не его сицилийское герцогство, которое могло быть завещано тому, кому пожелает его владелец.
- Коммандер достопочтенный Горацио Нельсон Сэндис Худ (24 марта 1843 — 3 февраля 1881), в 1872 году он женился на Изабелле Эмили Манди.
- Лейтенант Достопочтенный Уильям Нельсон Худ (6 января 1848 — 25 октября 1921), не женат
- Достопочтенный сэр Александр Нельсон Худ, 5-й герцог Бронте (28 июня 1854 — 1 июня 1937), придворный. Он получил от своего отца сицилийское герцогство и его обширные поместья и был первым в своей семье, кто поселился там. Он умер неженатым.
- Достопочтенный Альфред Нельсон Худ (1 октября 1858 — 1 декабря 1918), в 1910 году он женился на Аде Луизе Гавеган, от брака с которой у него не было детей.
- Достопочтенный Виктор Альберт Нельсон Худ (14 ноября 1862 — 1 мая 1929), прожил 25 лет в Австралии, где он служил личным секретарем губернатора Южной Австралии (1903—1905), личным секретарем губернатора Виктории (1906—1920), камергером генерал-губернатора Австралии (1911), личным секретарем губернатора Западной Австралии (1912-19113), личным секретарем губернатора Нового Южного Уэльса (1913). Позже он служил под началом своего брата, 5-го герцога Бронте, в управлении поместьем Бронте на Сицилии[7]. В 1928 году Он женился на Вайолет Энни Макбин, вдове Алека Макбина из Кирндина, но не оставил потомства[8].
- Достопочтенная Нина Мэри Худ (? — 5 июня 1923), в 1861 году она вышла замуж за подполковника Джорджа Артура Фергюсона, от брака с которым у неё было трое детей.
- Достопочтенная Аделаида Фанни Худ (? — 17 января 1927), в 1879 году она вышла замуж за капитана Герберта Гая.
- Достопочтенная Роза Пенелопа Худ (? — 17 марта 1922), в 1894 году она вышла замуж за Уильяма Герберта Эванса (? — 1900).
- Достопочтенная Мэри Худ (4 июня 1846 — 6 апреля 1909), в 1868 году она вышла замуж за Хью Сеймура, 6-го маркиза Хартфорда (1843—1912), от брака с которым у неё было восемь детей.

## Смерть, погребение и наследование
Виконт Бридпорт скончался в июне 1904 года в возрасте 89 лет в Ройял-Лодж, Виндзор, пережив свою жену на двадцать лет. Он был похоронен на церковном кладбище Cricket St Thomas. Его преемником в британских титулах стал его старший сын Артур Веллингтон Александр Нельсон Худ, 2-й виконт Бридпорт (1839—1924), а в сицилийском герцогстве ему наследовал его 4-й сын достопочтенный сэр Александр Нельсон Худ, 5-й герцог Бронте (1854—1937).